# Aquafaba

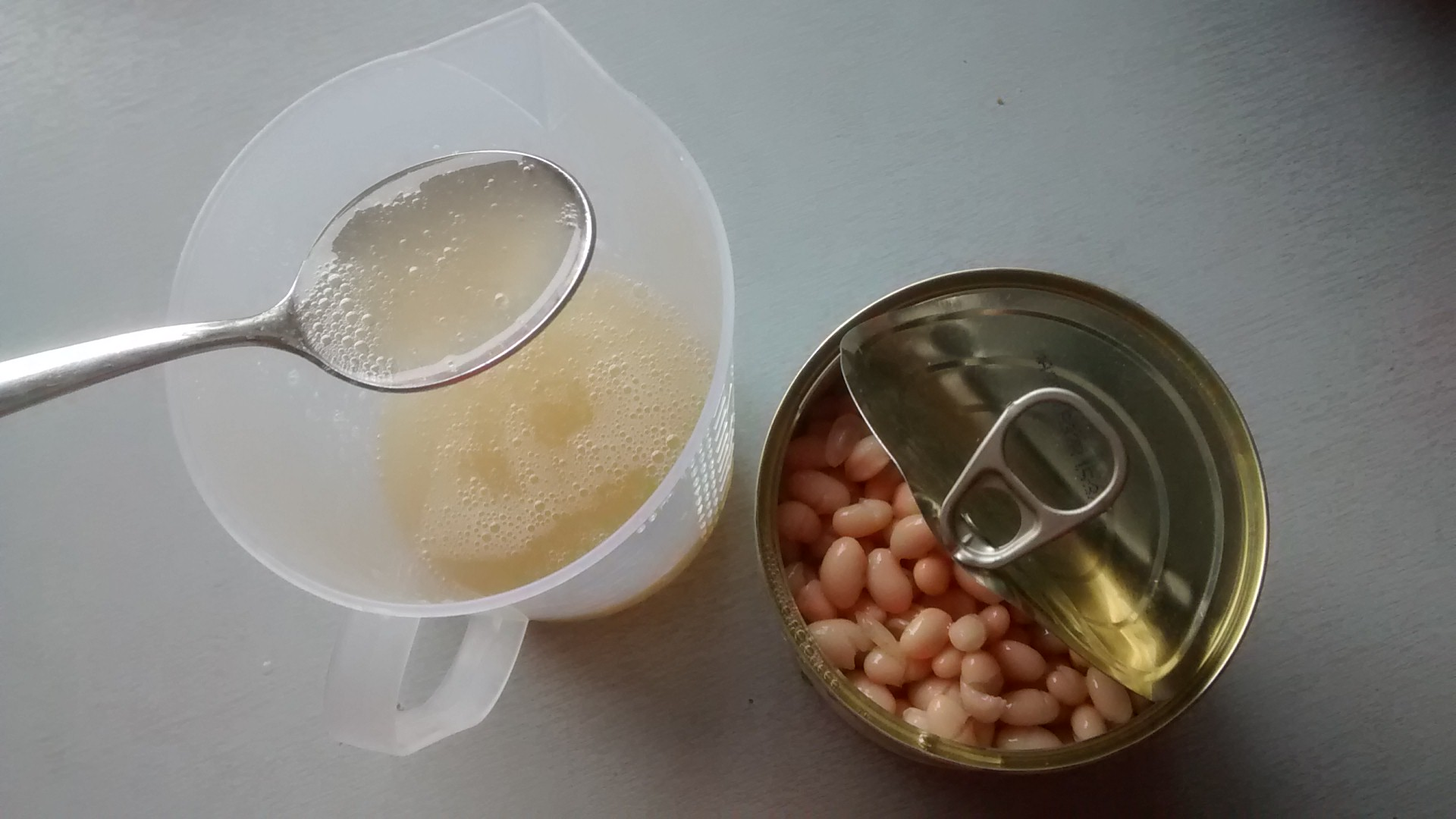
Aquafaba da fagioli cannellini

Con il termine aquafaba (italianizzata in acquafaba) si indica il liquido di cottura dei legumi, in particolare di ceci e fagioli cannellini, quando viene usato come sostituto dell'albume dell'uovo in alcune ricette, soprattutto vegane.
Quest'ingrediente fu battezzato così dall’ingegnere americano Goose Wohlt, unendo le parole latine aqua (acqua) e faba (fagiolo).

## Storia

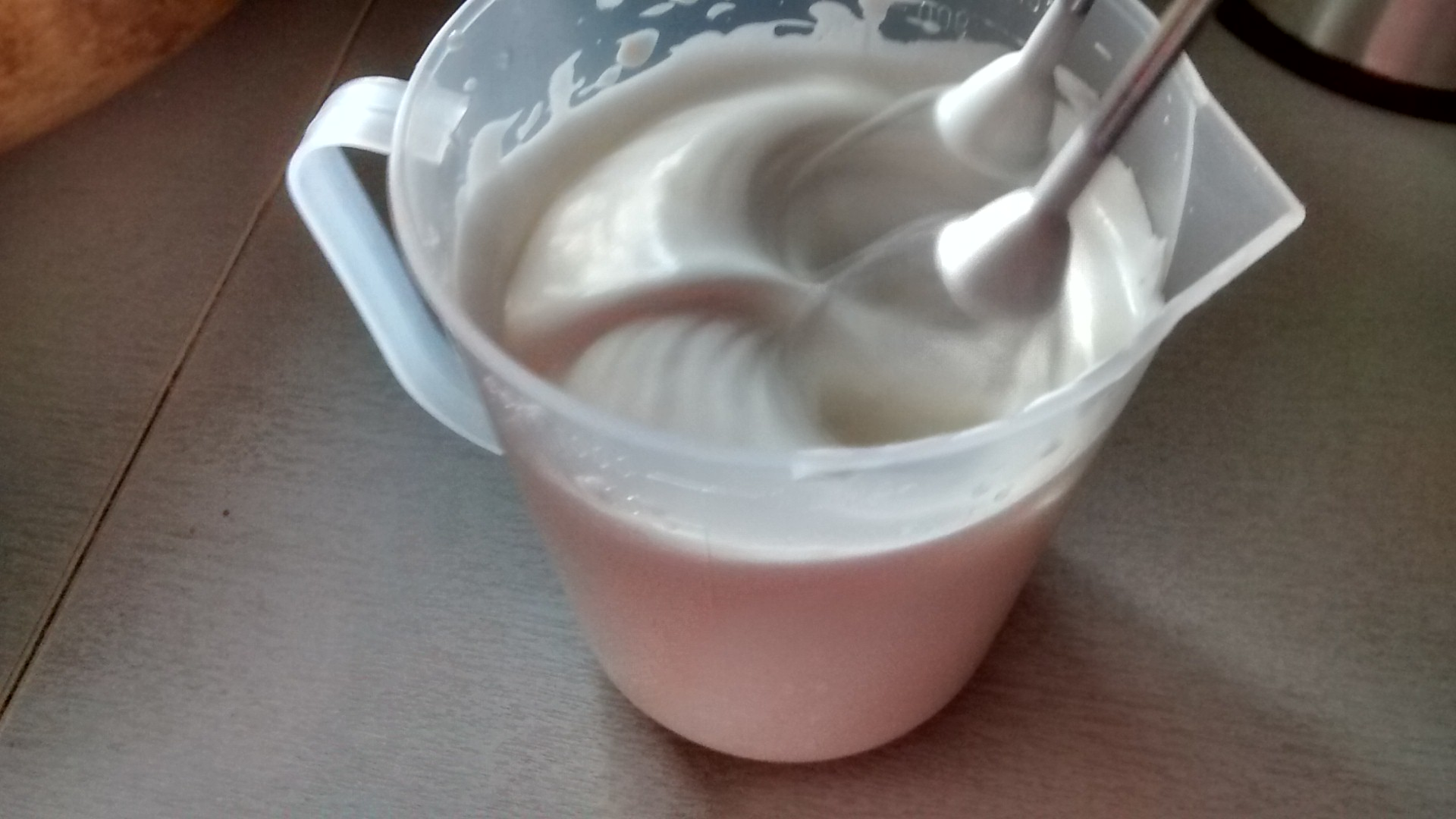
Aquafaba montata

Nel 2014 un tenore francese di nome Joel Roessel notò che l’acqua di cottura di legumi e cuori di palma poteva diventare una schiuma mucillaginosa mentre faceva esperimenti volti a cercare un sostituto delle uova per ricette vegane. Riportò i risultati sul suo blog dedicato a questo tipo di cucina. La schiuma così ottenuta non era stabile così aggiunse della gomma come stabilizzante nella sua ricetta delle meringhe.
Nel febbraio del 2015, due foodblogger francesi, indipendenti da Roessel, realizzarono una ganache al cioccolato durante una sfida nell’uso dell’acqua di cottura dei ceci in cucina. Il problema della stabilizzazione della mousse non si pose essendo una preparazione non cotta.
Nello stesso febbraio Goose Wohlt, un ingegnere elettronico statunitense, avendo notizia di questi esperimenti francesi decise di studiare come risolvere il problema della stabilizzazione della schiuma per cucinare delle meringhe. Fu, come detto, lui a battezzare il liquido aquafaba. Nel marzo dello stesso anno pubblicò i suoi risultati su una pagina dedicata alla cucina vegana e l'aquafaba entrò nell'uso di molte persone che hanno poi contribuito ad ampliarne e migliorarne gli usi.

## Composizione

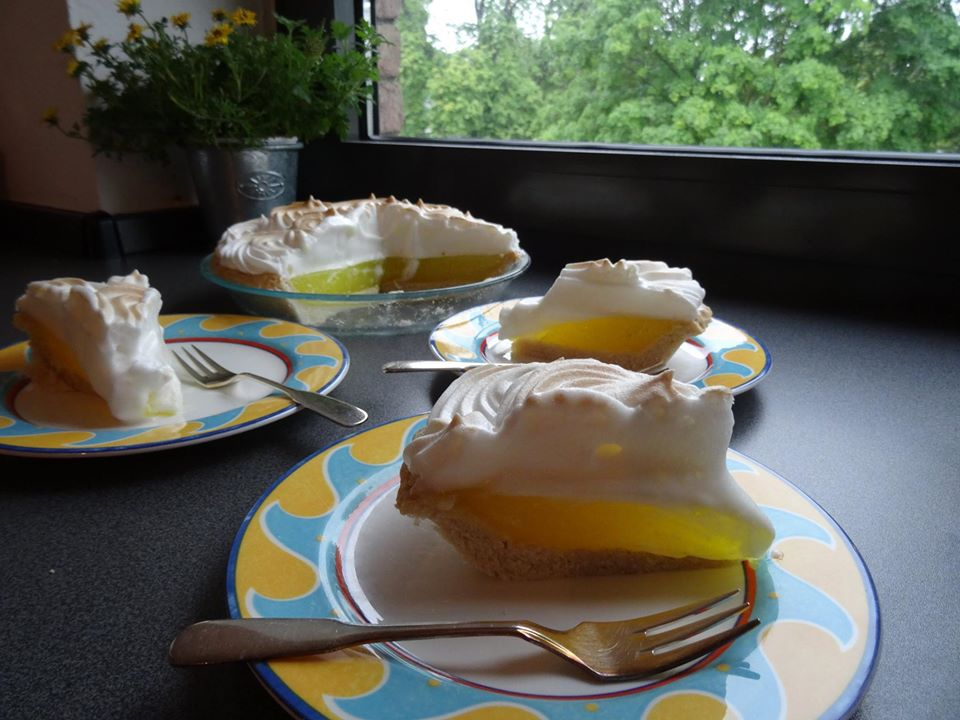
Meringa ottenuta con l'aquafaba

In base ad una recente analisi dell'Istituto di Ricerca Alimentare Norvegese questo liquido è composto principalmente da amidi e proteine in acqua, con altre componenti da accertare: i metodi di analisi usati (spettroscopia FT-IR, analisi dell'amido con kit enzimatico e HPAEC-PAD) non hanno trovato alcuna evidenza di lipidi e la quantità di carboidrati digeribili è minima, tuttavia hanno individuato zuccheri liberi e suggeriscono che il galattosio possa avere un ruolo nel suo comportamento fisico. 
Un'analisi delle saponine è stata eseguita da BioProfile Testing Laboratories, come possibile meccanismo per l'azione schiumogena dell'aquafaba, ma i risultati hanno mostrato che un campione tipico di acquafaba contiene meno dello 0,03% di saponine. Ciò implica che la sua azione schiumogena è influenzata solo parzialmente dalle saponine, se mai lo fosse.